# Zerotula hedleyi
Zerotula hedleyi är en snäckart som först beskrevs av Mestayer 1916.  Zerotula hedleyi ingår i släktet Zerotula och familjen Zerotulidae. Inga underarter finns listade i Catalogue of Life.